# IC 4314
IC 4314 — эллиптическая галактика типа Е в созвездии Волопас. Поверхностная яркость — 12,8 mag/arcmin². Этот объект входит в число перечисленных в оригинальной редакции «Нового общего каталога».